# إبراهيم اليازوري
إبراهيم فارس اليازوري (1941-2021) هو أحد مؤسسي وقادة حركة حماس.

## حياته
ولد إبراهيم فارس اليازوري عام 1941 في قرية بيت دراس بالقرب من أسدود. خلال حرب 1948 هُجرت عائلته إلى قطاع غزة وعاشت في مخيم خان يونس.
في عام 1960 ذهب إلى مصر ودرس الصيدلة في جامعة القاهرة. تعرّف خلال دراسته على الإخوان المسلمين وانضم إليهم، فيما ألقت السلطات المصرية القبض عليه لاحقًا.
في عام 1965، تم اعتقال اليازوري لمدة عام تقريبًا وأطلق سراحه في عام 1966 وعاد إلى قطاع غزة .
عمل لدى عودته إلى غزة في  مستشفى الشفاء بغزة، كما واصل نشاطه داخل جماعة الإخوان التي كانت قيادتها في قطاع غزة بيد أحمد ياسين.
في عام 1973، ساعد اليازوري ياسين في تأسيس جمعية المجاهدين الإسلاميين، وفي عام 1975 تم فصله من وظيفته في الشفاء ليفتتح صيدلية خاصة به.
كان عضوًا في اللجنة التنفيذية للهلال الأحمر في قطاع غزة، ومن 1981 1985 كان عضوًا في نقابة الأطباء في قطاع غزة. كما عمل محاضرًا في الجامعة الإسلامية بغزة .
في عام 1984 بعد اعتقال ياسين، تم تعيين اليازوري أمينًا عامًا للمجاهدين. أطلق سراح ياسين من السجن عام 1985 كجزء من اتفاقية جبريل، لكن عند عودته إلى غزة أعلن استقالته من رئاسة المجاهدين، فواصل اليازوري في منصبه أمينًا عامًا للمجاهدين. 
أسس اليازوري مع رفاقه حركة حماس عند اندلاع الانتفاضة الفلسطينية الأولى، وكان مسؤولاً عن أنشطة حماس في مدينة غزة. في سبتمبر 1988، تم اعتقال اليازوري كجزء من موجة اعتقالات إسرائيلية ضد شخصيات بارزة في حماس وحكم عليه بالسجن لمدة 27 شهرًا.
في يناير 1991، أطلق سراحه من السجن وعاد للعمل كسكرتير عام وقائد سياسي رفيع المستوى لحركة حماس .

## وفاته
تُوفي في 11 فبراير 2021  بفايروس كورونا.